# IC 1878-1
IC 1878-1 — галактика типу SBab () у сузір'ї Годинник.
Цей об'єкт міститься в оригінальній редакції індексного каталогу.